# لويس جابرييل ري
لويس جابرييل ري فياميزار (بالإسبانية: Luis Gabriel Rey) (مواليد 20 فبراير 1980 في بوكارامانغا) لاعب كرة قدم كولومبي دولي يجيد اللعب في خط الهجوم . يلعب حاليا لصالح نادي موناركاس موريليا الكولومبي من سنة 2009 .

## روابط خارجية
- لويس جابرييل ري على موقع الاتحاد الدولي (مؤرشف)  (الإنجليزية)
- لويس جابرييل ري على موقع قاعدة بيانات كرة القدم.إي يو (الإنجليزية)
- لويس جابرييل ري على موقع ناشيونال فوتبول تيمز (الإنجليزية)
- لويس جابرييل ري على موقع Soccerway.com (الإنجليزية)
- لويس جابرييل ري على موقع AS.com (الإسبانية)